# Saint-Guinoux
Saint-Guinoux è un comune francese di 1 225 abitanti situato nel dipartimento dell'Ille-et-Vilaine nella regione della Bretagna.

## Società

### Evoluzione demografica
Abitanti censiti